# 2020년 롯데 자이언츠 시즌
2020년 롯데 자이언츠 시즌은 롯데 자이언츠가 KBO 리그에 참가한 39번째 시즌으로, 허문회 감독이 팀을 이끈 첫 시즌이다. 팀은 개막 직전 개인사 때문에 미국으로 떠난 샘슨이 5월 말부터 선발진에 합류했지만 힘을 내지 못한 점, 안치홍이 시즌 후반부에 거의 벤치를 달구며 경기에 뛰지 못한 점, 주장 민병헌이 완장의 부담을 이겨내지 못하여 8년 만에 3할 타율을 달성하지 못한 데다 강민호가 이탈한 후 계속 안고 있던 포수 고민을 해결하지 못한 점  탓인지  2년 연속으로 10팀 중 정규시즌 7위에 그쳐 3년 연속으로 포스트시즌 진출에 실패했다.
더군다나, 장원준 이후 쓸만한 좌완 토종 선발 계보가 끊기기도 했고 이에 롯데는 2020년 9월 21일 열린 2021 신인 드래프트에서 강릉고 특급 좌완투수 김진욱을 지명했다.

## 타이틀
- 한국갤럽 선정 올해를 빛낸 스포츠스타 9위: 이대호
- 한국갤럽 선정 가장 좋아하는 한국인 야구선수 3위: 이대호
- 조아제약 프로야구대상 아마MVP상: 김진욱
- 웰컴톱랭킹 6월 타자 1위: 이대호
- 웰컴톱랭킹 7월 투수 1위: 스트레일리
- 올스타 선발: 스트레일리 (선발투수), 구승민 (구원투수), 김원중 (마무리투수), 마차도 (유격수), 손아섭 (외야수 2위)
- 컴투스 프로야구 레전드 카드: 윤학길
- 컴투스프로야구2022 타이틀홀더 라인업: 스트레일리 (선발투수), 마차도 (유격수)
- 컴투스프로야구 선정 2020 주요 라인업: 스트레일리 (선발투수), 구승민 (중간계투), 김원중 (중간계투)
- 컴투스프로야구 주요 FA 라인업: 안치홍 (2루수)
- 출장(타자): 마차도, 이대호 (144)
- 출장(야수): 마차도 (144)
- 고의4구: 이대호 (9)
- 투수 WAR: 스트레일리 (9.00)
- 마무리등판: 김원중 (47)
- 완투: 노경은 (1)
- 탈삼진: 스트레일리 (205)
- 이닝 당 출루허용률: 스트레일리 (1.02)
- 피안타율: 스트레일리 (0.209)

### 퓨처스리그
- 득점: 신윤후 (50)
- 타점: 김민수 (55)
- 출장(투수): 정태승 (35)

## 선수단
- 선발투수: 스트레일리, 박세웅, 노경은, 샘슨, 서준원, 이승헌
- 구원투수: 구승민, 김대우, 오현택, 김건국, 이인복, 최준용, 김유영, 박진형, 한승혁, 진명호, 고효준, 장원삼, 박명현, 최설우, 정태승, 송승준, 박시영
- 마무리투수: 김원중, 강동호
- 포수: 김준태, 강태율, 지시완, 김강현, 정보근
- 1루수: 이병규, 이호연
- 2루수: 오윤석, 안치홍
- 유격수: 마차도, 배성근
- 3루수: 한동희, 김민수, 신본기, 김동한
- 좌익수: 전준우, 허일
- 중견수: 정훈, 김재유, 강로한, 추재현, 민병헌
- 우익수: 손아섭, 신윤후
- 지명타자: 이대호

## 여담
- 이 시즌에 롯데 자이언츠는 KBO 리그 사상 최초로 모든 팀을 상대로 끝내기 패배를 당했다.
- 박세웅은 4월 18일 청백전에서 민병헌, 전준우, 안치홍을 한 이닝에 모두 삼구삼진 처리하여 무결점 이닝을 만들었다.
- 박세웅은 5월 10일 NC 다이노스와의 경기에서 5회에 이명기, 노진혁, 오영수를 모두 삼구삼진으로 잡아내 KBO 리그 사상 6번째로 무결점 이닝을 만들어냈는데, 그 중에서도 단 한 번의 파울조차 없었던 무결점 이닝은 이때가 처음이었다.
- 10월 22일 SK 와이번스와의 경기에서 이대호, 이병규, 안치홍, 한동희가 연속으로 홈런을 쳐내며 KBO 리그 사상 최다 타자 연속 홈런 기록을 세웠다.
- 이대호는 2017년부터 이때까지 KBO 리그 내 최고 연봉자였다.
- 팀은 148번의 병살타를 쳐 단일 시즌 팀 최다 병살타 기록을 세웠다.
- 스트레일리는 WAR 9.00으로 KBO 리그 역대 외국인 투수 최고 WAR 겸 KBO 리그 단일 시즌 무완투 투수 최고 WAR 기록을 세웠다.
- 스트레일리는 슬라이더 구종가치 42.6으로 2013년 이후 KBO 리그 역대 단일 시즌 최고 기록을 세웠다.
- 김동한은 2번의 수비 기회에서 모두 실책을 저질러 수비율 0%에 그쳤다.
- 마차도는 144경기 체제 이후 외국인 선수 중 최초로 시즌 전 경기에서 수비를 소화했으며, 이 중 139경기에 선발 출전하고 수비 이닝 1180.2이닝, 380보살로 2013년 이후 KBO 리그 역대 외국인 선수 중 최다 기록을 세웠다.
- 이대호, 전준우, 한동희, 마차도는 후반기 75경기에 출전하여 KBO 리그 역대 단일 시즌 후반기 최다 출전 기록을 세웠다.
- 배장호는 이 시즌을 끝으로 은퇴하여 KBO 포스트시즌 사상 통산 최고 피안타율, 피BABIP(1.000)을 기록한 투수가 되었다.
- 송승준은 만 40세 때부터의 통산 피BABIP 0.384로 KBO 리그 40대 투수 통산 최고 기록을 세웠다.
- 송승준은 만 40세 때부터의 통산 선발 WAR -0.28, 선발 등판 경기 당 0.33이닝 22구로 2013년 이후 KBO 리그 40대 투수 통산 최저 기록을 세웠다.
- 박명현은 이 시즌까지 통산 초구 스트라이크 비율 0%로 KBO 리그 10대 투수 최저 기록을 세웠다.
- 민병헌은 이 시즌 10도루를 기록했음에도 WAR -1.39에 그쳐 KBO 리그 역대 단일 시즌 두 자릿수 도루 타자 최저 기록을 세웠다.

## 같이 보기
- 2021년 롯데 자이언츠 시즌